# Smolyan (província)
Smolyan ou Smoljan (búlgaro: Смолян) é um distrito da Bulgária. Sua capital é a cidade de Smolyan.

## Municípios
| Nome      | População (censo 2001) |
| --------- | ---------------------- |
| Banite    | 6.765                  |
| Borino    | 4.109                  |
| Devin     | 15.010                 |
| Dospat    | 10.276                 |
| Zlatograd | 14.042                 |
| Madan     | 13.812                 |
| Nedelino  | 8.715                  |
| Rudozem   | 10.875                 |
| Smolyan   | 47.231                 |
| Chepelare | 9.232                  |